# Курницький замок
Курницький замок (пол. Zamek w Kórniku) — історична резиденція, у якій мешкали представники родин Гурків і Дзялинських, розташована в місті Курник Великопольського воєводства у Польщі. Нині в замку розміщується музей та Курницька бібліотека Польської академії наук, яка є однією з найбільших у Польщі.

## Історія

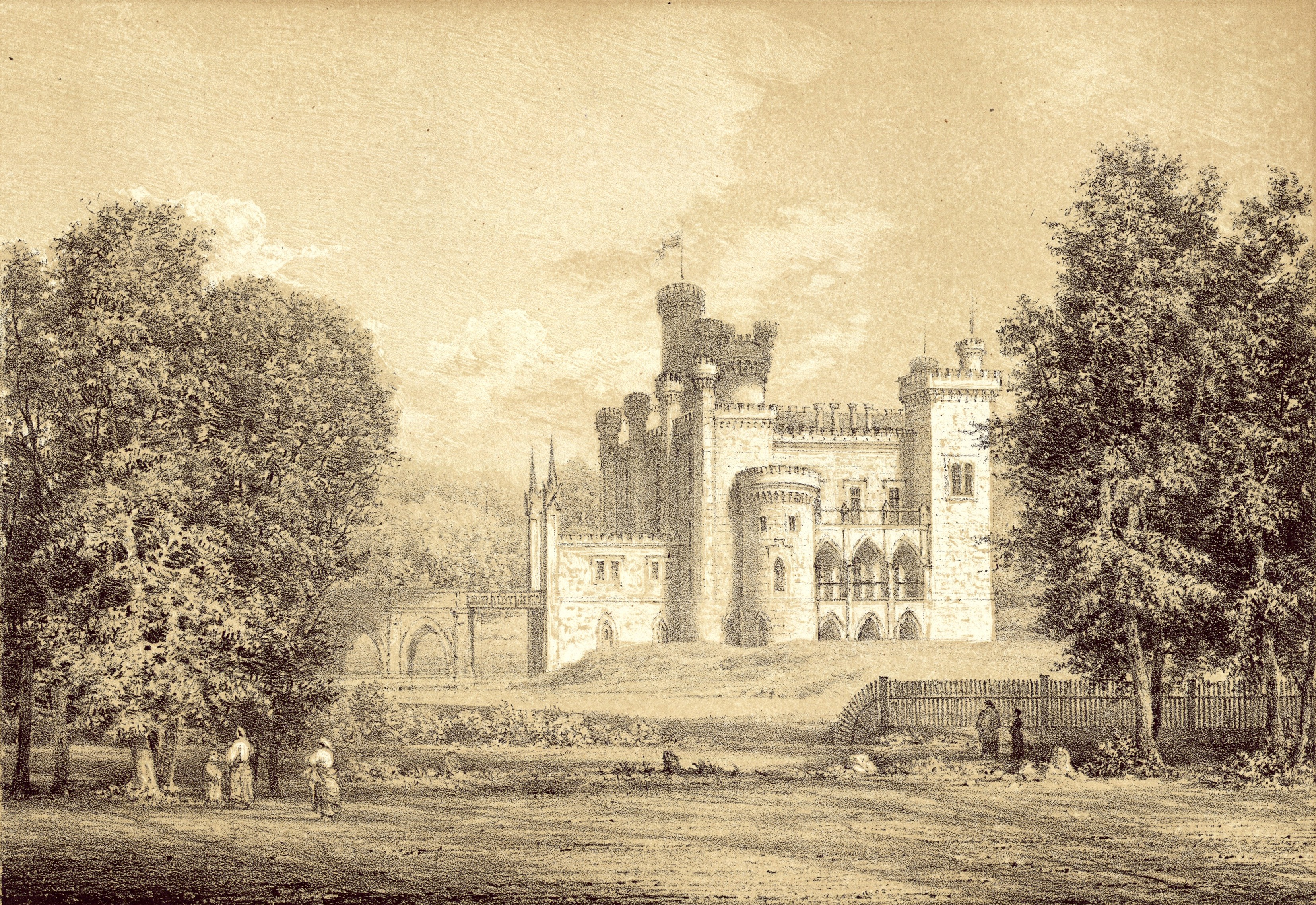
Курницький замок на літографії Наполеона Орди

Згідно з деякими дослідженнями, оригінальна оборонна будівля була споруджена в XIV столітті з ініціативи брата Познанського єпископа Миколая з Курника — Вишота. Однак ця теза не має підтвердження у джерелах, а перший документ, у якому згадується про будівництво замку (договір із теслею Миколаєм) походить із 1426 року. Будівлю, ймовірно, було завершено близько 1430 року. Замок розташовувався на болотистому острові та був оточений ровом, доступ до нього був можливий через підйомний міст і ковані ґрати, які опускалися. Старі мури та підземелля об'єкту збереглися до наших днів. До 1592 року замок у Курнику був репрезентаційною садибою родини Гурків, однієї з найпотужніших магнатських родин Великопольщі епох Ренесансу та Реформації. У 1574 році тут, по дорозі на свою коронацію до Кракова, гостював Генріх Валуа.
Після бездітної смерті Станіслава Гурки у 1592 році замок перейшов у володіння родини Чарнковських, а в 1610 році Анджей Чарнковський продав його Сигізмунду Ґрудзинському. З 1676 року замком володіла родина Дзялинських.
Першою видатною представницею родини Дзялинських була Теофіла з Дзялинських Шолдрська-Потулицька (1714—1790). Після смерті свого першого чоловіка Стефана Шолдрського та розлучення з другим Олександром Потулицьким, Теофіла, з середини XVIII століття, присвятила своє життя культурному та економічному розвитку Курника та перебудові резиденції. Поруч із замком вона заклала сад у французькому стилі (після реконструкції у XIX столітті — арборетум), створила розсадники дерев та звіринець з екзотичними рослинами та тваринами, піклувалася про розвиток міста, привозила до нього німецьких майстрів-колоністів. Сам замок був ґрунтовно перебудований у стилі бароко.
Портрет Теофіли у білій сукні, намальований французьким художником Антуаном Песне, зберігся у замку до наших днів та породив легенду про Білу даму — одного із найвідоміших привидів у польських замках.
Після смерті Теофіли, протягом короткого періоду часу замком у Курнику володіла родина Шолдрських, проте, за рішенням суду в 1801 році, замок повернули Дзялинським. Резиденцію спершу зайняв Ксаверій Дзялинський, а з 1826 року його син Тит Дзялинський.
Через причетність Тита до Листопадового повстання його майно було конфісковане прусською владою. Він зміг повернутися до Курника з Галичини лише у 1839 році, вигравши процес про повернення майна.
Тит Дзялинський планував цілковито перебудувати замок ще до листопадового повстання. Він замовив пов'язані з цим проєкти у Антоніо Корацці, Генрика Марконі та Карла Фрідріха Шинкеля. Після повернення до Курника він перебудував замок у англійському неоготичному стилі, у якому він зберігся до нашого часу. Під час перебудови найбільшу опору було зроблено на проєкт Шинкеля, який втім було творчо модифіковано архітектором Маріаном Цибульським.
За задумом Тита Дзялинського, замок мав бути не лише приватною резиденцією, але й слугувати народові як бібліотека та музей. Тит започаткував збирання стародруків та рукописів (наприклад Шопена, Міцкевича та Бонапарта), які зберігаються в Курницькій бібліотеці донині. Сад у французькому стилі Теофіли Потулицької було перетворено на парк у романтичному стилі — нинішній арборетум.
Після раптової смерті Тита, Курник успадкував його син Ян. Він продовжив роботи у замку, але більшу увагу приділяв розбудові резиденції своєї дружини Ізабели з Чарторийських у Голухові. Після бездітної смерті Яна у 1880 році замок перейшов у власність його племінника Владислава Замойського. Той, будучи громадянином Франції, у 1885 році був змушений залишити Курник і оселитися в Галичині. До Курника він зміг повернутися лише у 1920 році. У 1924 році, перед самою смертю, бездітний Замойський переказав усі свої володіння польському народові, включно із замком та вражаючою колекцією витворів мистецтва, бібліофільськими збірками та дендрарієм. Даровизною розпоряджалася Фундація «Курницькі заклади».
Під час Другої світової війни зібрання значною мірою було розграбовано. Фундацію, яка розпоряджалася майном було ліквідовано у 1953 році та відновлено лише у 2001 році.

## Архітектура
Замку у наш час притаманний стиль англійської неоготики, один із напрямів історизму, який був популярним у ХІХ столітті.
Головний вхід до замку розташований з північної сторони. Характерною особливістю є увінчання головного вікна над входом аркою Тудора. Ще до міжвоєнного періоду до замку можна було увійти через так званий «бабинець», передсіння у формі барбакану, яке було знесене у 1925—1939 роках.
Західний бік — це архітектурно розбудована тераса з видом на Курницьке озеро та «Звіринець».
На південному боці домінує індійська арка, збудована, ймовірно, за зразком Королівського павільйону у Брайтоні, а опосередковано — мусульманської архітектури Індії (арка в Курнику має виразну схожість з арками Тадж Махала).
Зі сходу над замком височіє неоготична вежа, яка своїм фасадом із червоної цегли, контрастує з рештою замку. Вежу було побудовано лише під час перебудови замку Титом Дзялинським.
На вході в замок розташовані історичні будівлі офіцини та возовні.

## Інтер'єри
У наш час у замку розташований музей з багатьма унікальними експонатами, у тому числі меблі різних стилів та епох, картини польських та європейських художників, скульптури, нумізматичні колекції, польська та східна зброя, вироби з порцеляни та срібла. Найбільш вражаючий інтер'єр має Мавританська зала, яка нагадує Подвір'я левів в Альгамбрі. Ця зала спочатку призначалася для бібліотеки, згодом — для музейної зали, до нашого часу тут експонуються національні пам'ятки. У приміщенні під вежею також представлені етнографічні та природничі колекції, які привіз Владислав Замойський з Австралії та Океанії.

## Світлини

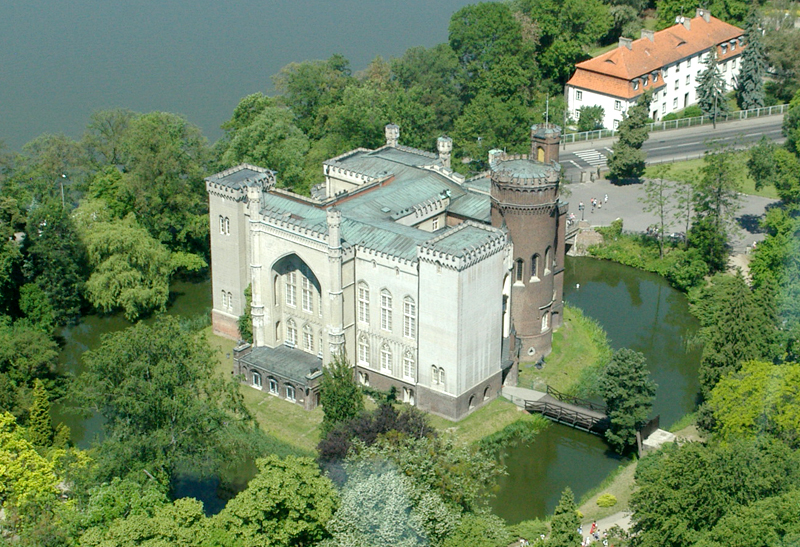
Замок з льоту птаха
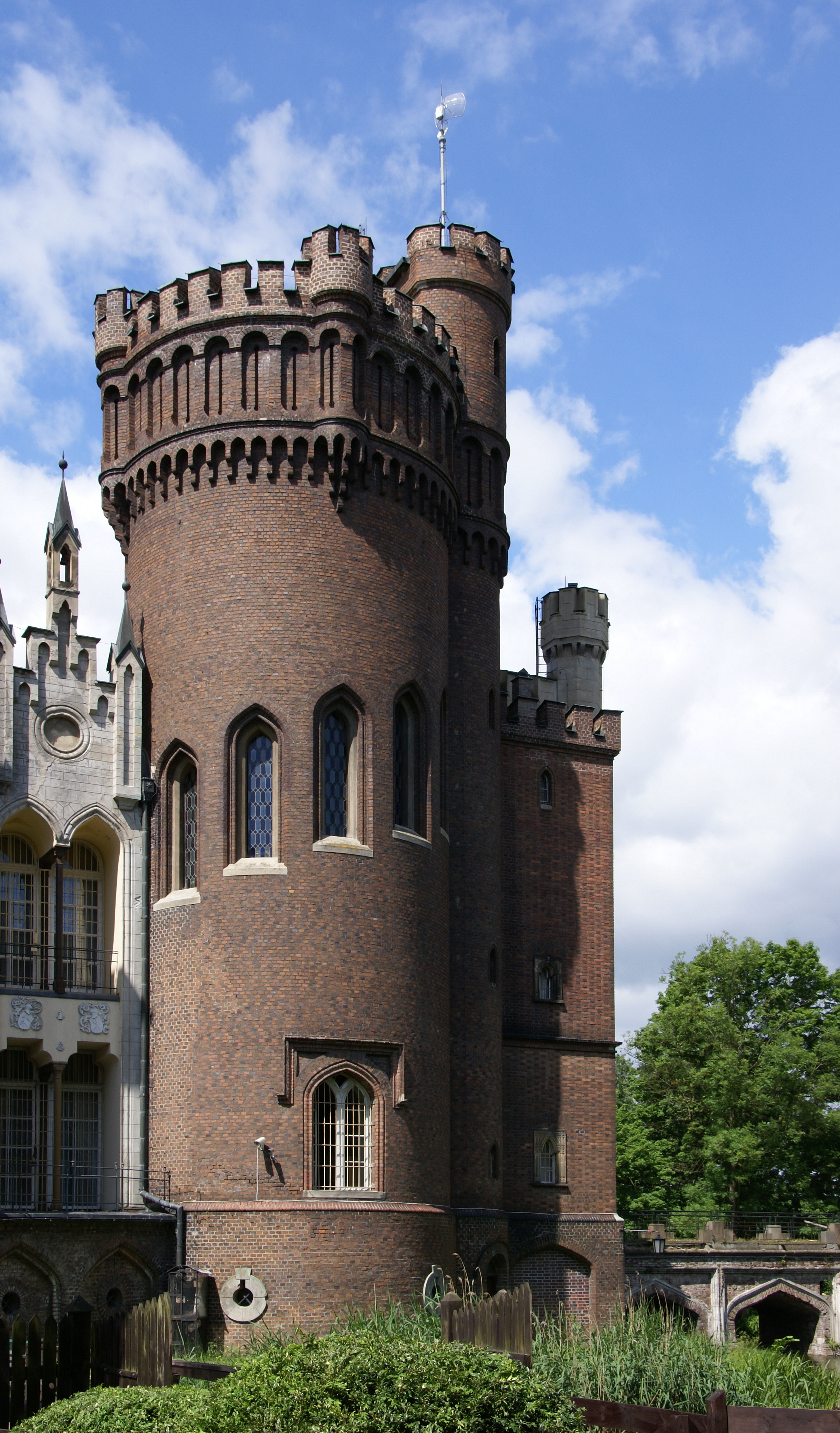
Неоготична вежа зі східного боку
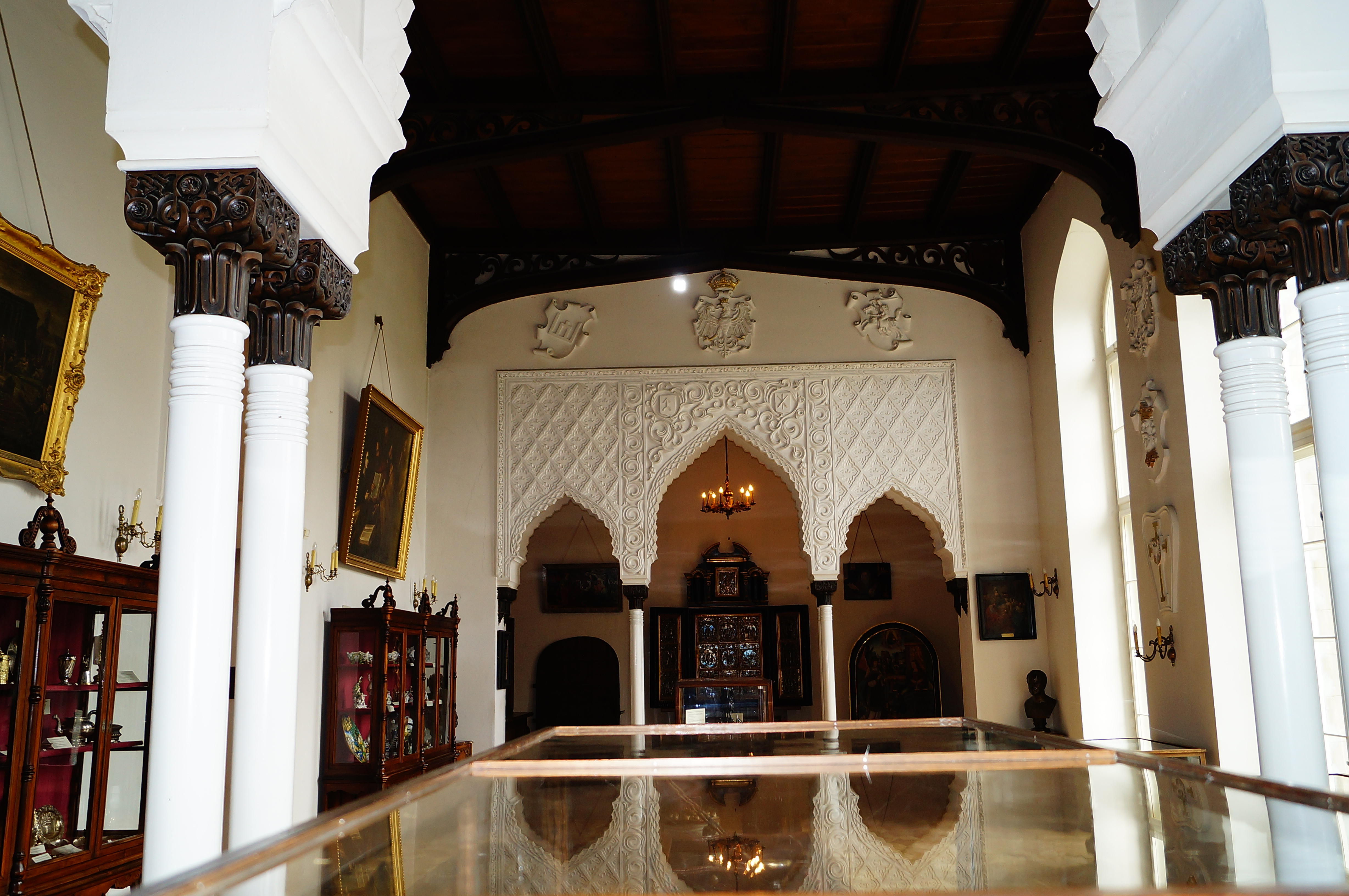
Замкові інтер'єри
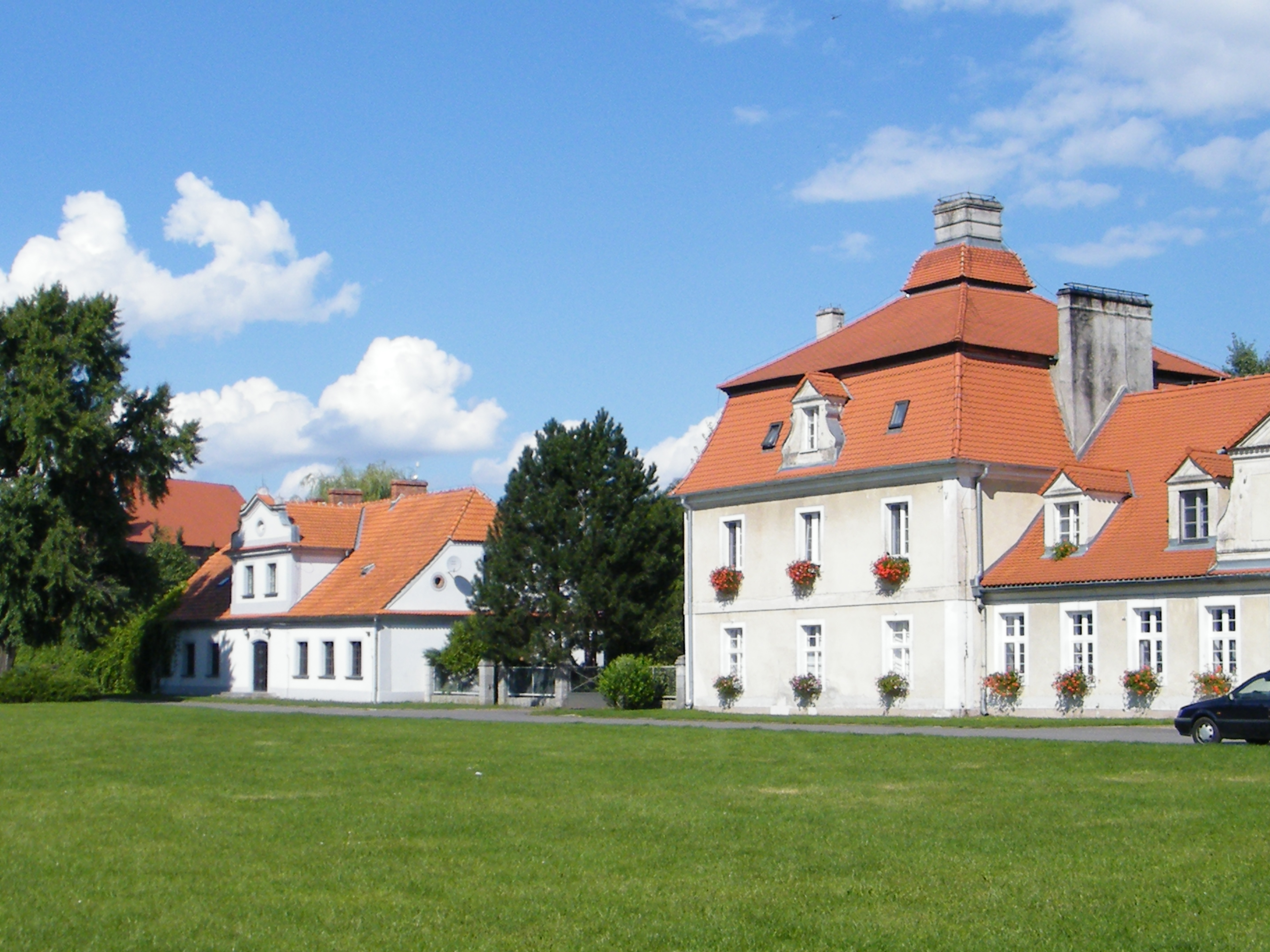
Замкові офіцини
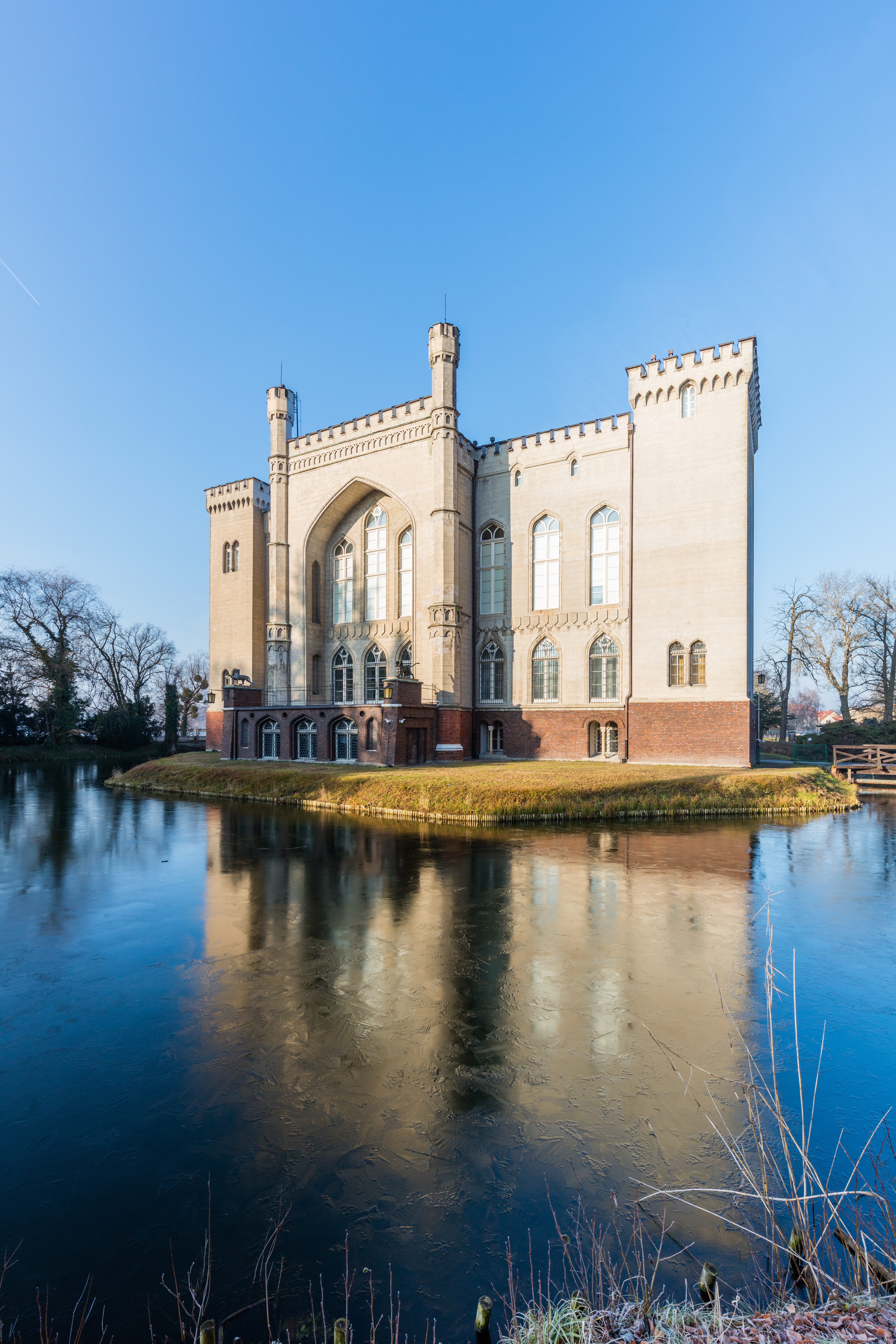
Замок із південного боку
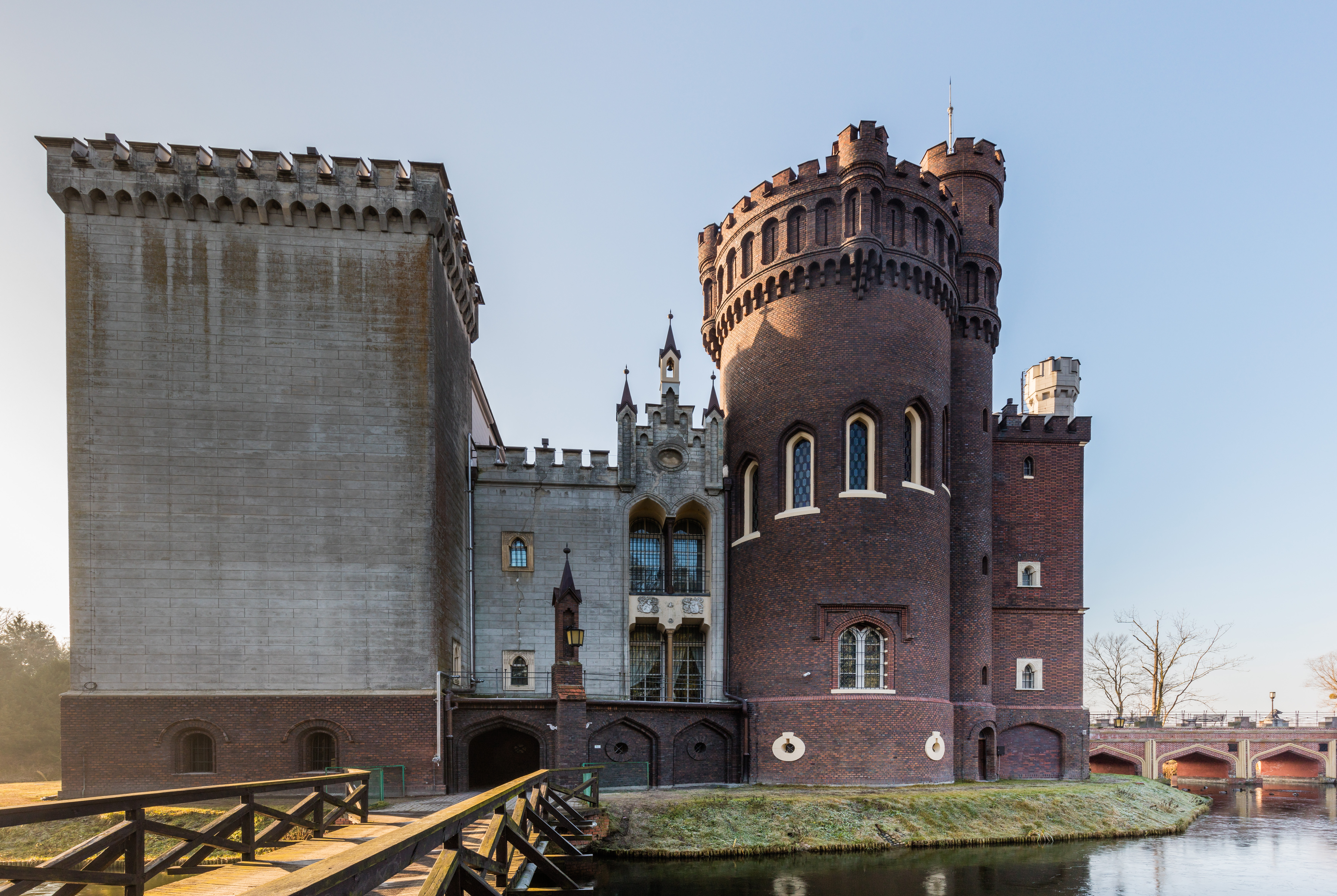
Замок зі східного боку